# Esteban González Pons
Esteban González Pons (ur. 21 sierpnia 1964 w Walencji) – hiszpański polityk oraz prawnik, działacz Partii Ludowej, minister w rządzie regionalnym, parlamentarzysta krajowy i regionalny, poseł do Parlamentu Europejskiego VIII, IX i X kadencji.

## Życiorys
Kształcił się w kolegium jezuickim, ukończył studia prawnicze na Uniwersytecie w Walencji. W 1990 uzyskał stopień doktora z zakresu prawa konstytucyjnego na tej samej uczelni, podjął praktykę w zawodzie adwokata. Zaangażował się w działalność polityczną w ramach Partii Ludowej. W 1993 został wybrany w skład Senatu, reelekcję uzyskiwał w 1996 i w 2000, zasiadając w wyższej izbie Kortezów Generalnych do 2003. Przez rok przewodniczył senackiej komisji ds. informatyzacji. W 2003 przeszedł do rządu wspólnoty autonomicznej Walencji jako regionalny minister ds. kultury, edukacji i sportu. W latach 2004–2006 w rządzie regionalnym odpowiadał za relacje międzyinstytucjonalne, następnie do 2007 za mieszkalnictwo i planowanie przestrzenne. W 2007 objął stanowisko rzecznika Partii Ludowej w regionalnym parlamencie. W wyniku wyborów w 2008 powrócił do polityki centralnej, uzyskując mandat posła do Kongresu Deputowanych, który utrzymał także w 2011. Również w 2008 wszedł w skład ścisłych władz krajowych ludowców jako jeden z zastępców sekretarza generalnego tego ugrupowania.
W 2014 z ramienia ludowców został wybrany na eurodeputowanego VIII kadencji. W 2019 z powodzeniem ubiegał się o reelekcję. W wyniku wyborów w 2023 powrócił w skład Kongresu Deputowanych, a w 2024 po raz kolejny uzyskał mandat posła do Europarlamentu.